# Phố Quán Thánh

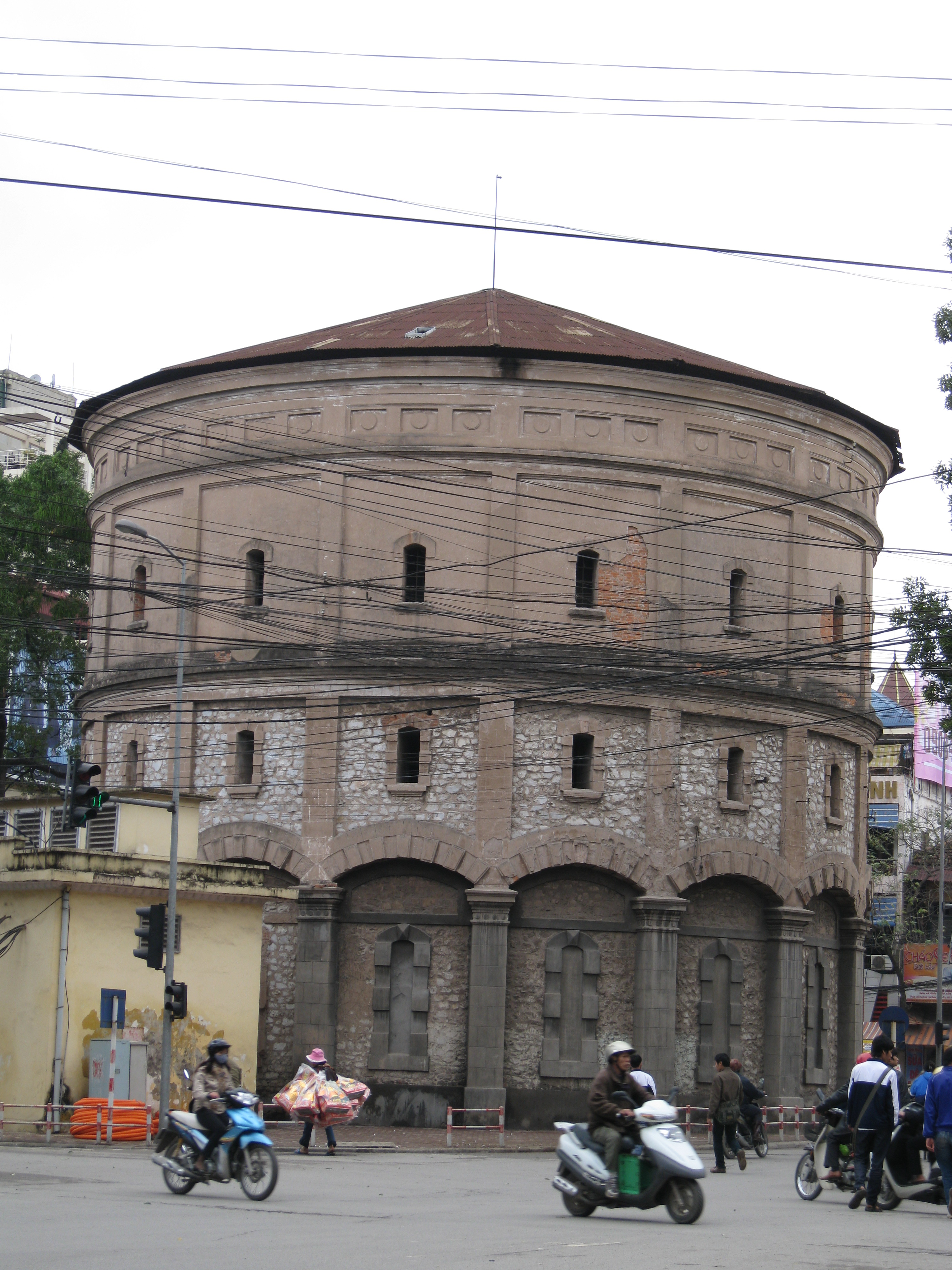
Tháp nước Hàng Đậu trên phố Quán Thánh.

Phố Quán Thánh là con phố đi từ chỗ Hàng Than - Hàng Đậu đến đầu đường Thanh Niên, Hà Nội.

## Vị trí - Đặc điểm
Phố có chiều dài khoảng 1360m, kéo từ chỗ giao cắt Hàng Than - Hàng Đậu đến Thụy Khuê, lối rẽ vào đường Thanh Niên. Phố nằm trong địa phận phường Quán Thánh, quận Ba Đình, thành phố Hà Nội. Phố cắt và dẫn qua các phố Hàng Đậu, Hàng Than, Hòe Nhai, Phan Huy Ích, Hàng Bún, Yên Ninh, Cửa Bắc, Đặng Dung, Nguyễn Biểu, Đặng Tất, Thanh Niên và Thụy Khuê.
Phố có mặt cắt 11m, là đường một chiều, đối xứng với phố Phan Đình Phùng. Phố Quán Thánh là một trong những tuyến giao thông huyết mạch của thành phố, song song với Phan Đình Phùng, nối phía Đông sang phía Tây, phía Đông Bắc với phía Tây Nam của thành phố. Phố Quán Thánh cũng nổi tiếng là một trong những con phố có nhiều hoa sữa nhất của Hà Nội.
Phố Quán Thánh là đường 1 chiều từ Tháp nước Hàng Đậu đến Đường Thanh Niên, Hà Nội.

## Lịch sử
Phố được xây dựng trên nền đất cổ của các thôn Yên Ninh (An Ninh), Yên Thành, Tân Yên (Tân An), Yên Viên (An Viên) và Quan Quang thuộc tổng Yên Thành, huyện Vĩnh Thuận của kinh thành Thăng Long xưa.
Phố có từ thời Pháp thuộc với cái tên là Route du Grand Bouddha (nghĩa là Ông Phật Lớn). Người dân ta hay gọi phố là Quan Thánh (đọc chệch tên Quán Thánh) vì đầu phố có ngôi đền cổ Quán Thánh (thờ thánh Trấn Võ, có tên chữ là Chân Vũ quán) rất nổi tiếng phía đường Thanh Niên (trước là đường Cổ Ngư).
Năm 1945, phố được chính thức đặt tên là Quán Thánh theo tên ngôi đền cổ này.

## Các tuyến xe buýt chạy qua
- Tuyến 14: hết phố
- Tuyến 18, 23: từ đầu lối Hàng Than đến Hòe Nhai
- Tuyến 22: từ đầu lối Hàng Than đến Nguyễn Biểu
- Tuyến 45, 50: từ Nguyễn Biểu đến Thanh Niên

## Các công trình lớn trên phố
- Tháp nước Hàng Đậu.
- Vườn hoa Vạn Xuân (tên cũ là vườn hoa Hàng Đậu).
- Trụ sở ban Dân vận Trung ương.
- Trung tâm thể dục thể thao Ba Đình (đang xây dựng).
- Đền Quán Thánh